# Armedangels
Armedangels är ett tyskt klädföretag som producerar de flesta av sina kläder i Portugal. Deras kläder är tillverkade i ekologisk bomull och certifierade med GOTS (Global Organic Textile Standard). Företaget grundades av Anton Jurina och Martin Höfeler i januari 2007.